# Бранденбуршка капија (Потсдам)
Бранденбуршка капија (немачки: Brandenburger Tor) у Потсдаму је изграђена 1770/1771. године од стране Карла фон Гонтарда и Георга Кристијана Унгера, по наређењу Фридриха II Великог. 

## Историја
Пре изградње потсдамске Бранденбуршке капије, постојала је од 1733. године на истом месту једноставнија капија која је била улаз у дворац. Заједно са градским зидинама, капија је служила за спречавање дезертерства и кријумчарења. Крајем Седмогодишњег рата, Фридрих Велики је срушио стару капију и изградио нову, Бранденбуршку капију, као симбол победе у рату. Због тога потсдамска Бранденбуршка капија подсећа на римске тријумфалне капије. Грађена је по узору на Константинов славолук у Риму. Римски утицај на архитектуру Бранденбуршке капије види се, на пример, у два реда коринтских ступова, као и у дизајну поткровља. Карактеристика Бранденбуршке капије у Потсдаму је да има две потпуно различите стране, дизајниране од двојице архитеката. Карл фон Гонтард је пројектовао страну која је била окренута ка граду, док је његов ученик, Георг Кристијан Унгер дизајнирао страну окренуту ван града. Два бочна улаза за пешаке додата су касније, 1843. године, под Фридрихом Вилхелмом IV. Градске зидине порушене су око 1900. године, али је Бранденбуршка капија наставила да стоји. 